# Melcher Lagerfelt
Carl Adolf Melcher Lagerfelt, född den 10 oktober 1827 på Charlottenberg i Vinnerstads socken, Östergötlands län, död den 7 oktober 1899 i Linköping, var en svensk friherre och militär. Hans föräldrar var Melker Otto Lagerfelt (1799-1871) och Carolina Vilhelmina född Wassrin (1805-1887).
Lagerfelt blev underlöjtnant vid Första livgrenadjärregementet 1847 och löjtnant 1851. Han var stabsadjutant vid Andra militärdistriktet 1853–1859 och blev ordonnansofficer hos Karl XV 1859. Lagerfelt blev kapten 1863 samt adjutant hos Karl XV 1864 och hos Oskar II 1872. Han blev major 1868 och överstelöjtnant 1871. Lagerfelt var överste och sekundchef för Första livgrenadjärregementet 1879–1890. Han blev överadjutant hos Oskar II 1885 och generalmajor i armén 1890. Lagerfelt beviljades sistnämnda år avsked med tillstånd att kvarstå som generalmajor i generalitetets reserv. Han blev riddare med briljanter av Svärdsorden 1882. Hans äldre bror var Riksdagsmannen Otto Lagerfelt.